# Миллионщиков, Дмитрий Владимирович
Дмитрий Владимирович Миллионщиков (род. 8 апреля 1964, Москва) — российский математик, доктор физико-математических наук, профессор, специалист в области геометрии и топологии, ученик академика С. П. Новикова.

## Биография
Сын советского и российского математика В. М. Миллионщикова (1939—2009). Внук академика АН СССР М. Д. Миллионщикова (1913—1973).
В 1981 году поступил на механико-математический факультет Московского государственного университета имени М. В. Ломоносова (МГУ) и в 1986 году с отличием окончил его.
В 1994 году под руководством академика С. П. Новикова защитил кандидатскую диссертацию на тему «Минимальные модели Сулливана и гладкие дифференциальные формы многообразия» по специальности 01.01.04 — геометрия и топология.
В 2019 году защитил докторскую диссертацию на тему «Когомологии положительно градуированных алгебр Ли и их приложения» по той же специальности.
С 1989 года работает и преподаёт на кафедре высшей геометрии и топологии механико-математического факультета МГУ, с 2021 года — в должности профессора.
С 2020 года заведует кафедрой высшей математики РГУ нефти и газа (НИУ) имени И. М. Губкина.

## Научная деятельность
К области научных интересов Д.В. Миллионщикова относятся геометрия и топология, группы и алгебры Ли, математическая физика.

### Публикации
Д.В. Миллионщиков является автором более 40 научных статей в ведущих математических и физических журналах. Ниже представлены некоторые из его ключевых публикаций:
1. D.V. Millionshchikov, «Lie algebras of slow growth and Klein-Gordon equation», Algebras and Representation Theory, 21:5 (2018), 1037—1069
2. Д. В. Миллионщиков, «Алгебра формальных векторных полей на прямой и гипотеза Бухштабера», Функц. анализ и его прил., 43:4 (2009), 26-44
3. Fialowski A., Millionshchikov D.V., «Cohomology of graded Lie algebras of maximal class», Journal of Algebra, 296:1 (2004), 157—176
4. Д. В. Миллионщиков, «Когомологии разрешимых алгебр Ли и солвмногообразий», Матем. заметки, 77:1 (2005), 67-79
5. Millionschikov D.V., «Graded filiform Lie algebras and symplectic nilmanifolds», In: Geometry, Topology, and Mathematical Physics: S.P. Novikovs Seminar, 2002—2003,, American Mathematical Society Translations, Series 2, 55 (2004), 259—279

## Педагогическая деятельность
Помимо научной деятельности, активно ведёт педагогическую работу, уделяет много внимания популяризации математики.
Дмитрий Владимирович является автором и организатором выставок «Геометрические конфигурации» и «Многообразный мир геометрии» на 6-м и 7-м Фестивалях науки в МГУ имени М. В. Ломоносова (центральная площадка).
В составе авторского коллектива подготовил "Сборник задач по аналитической геометрии и линейной алгебре (под редакцией Ю. М. Смирнова). Москва, Изд. физ.-мат. лит., 2000; 2-е изд., Изд. МГУ, 2005; 3-е изд., МЦНМО, 2016.